# Helmuth Koinigg
Helmuth Koinigg, född 3 november 1948 i Wien, död 6 oktober 1974 i Watkins Glen i New York i USA, var en österrikisk racerförare. 
Koinigg var en lovande förare som tävlade i formel 1 säsongen 1974.
Han omkom under USA:s Grand Prix 1974 på Watkins Glen, vilket var hans andra formel 1-start. Koiniggs bil fick punktering på höger bakhjul i en vänsterkurva på tionde varvet vilket fick hans bil att köra av banan i en relativt låg hastighet in i Armcoräcket. Räcket som inte var fastsatt tillräckligt väl gav vika undertill och Koiniggs Surtees TS 16 racer gled under räcket vilket ledde till att Koinigg halshöggs och han avled omedelbart av sina skador.

## F1-karriär

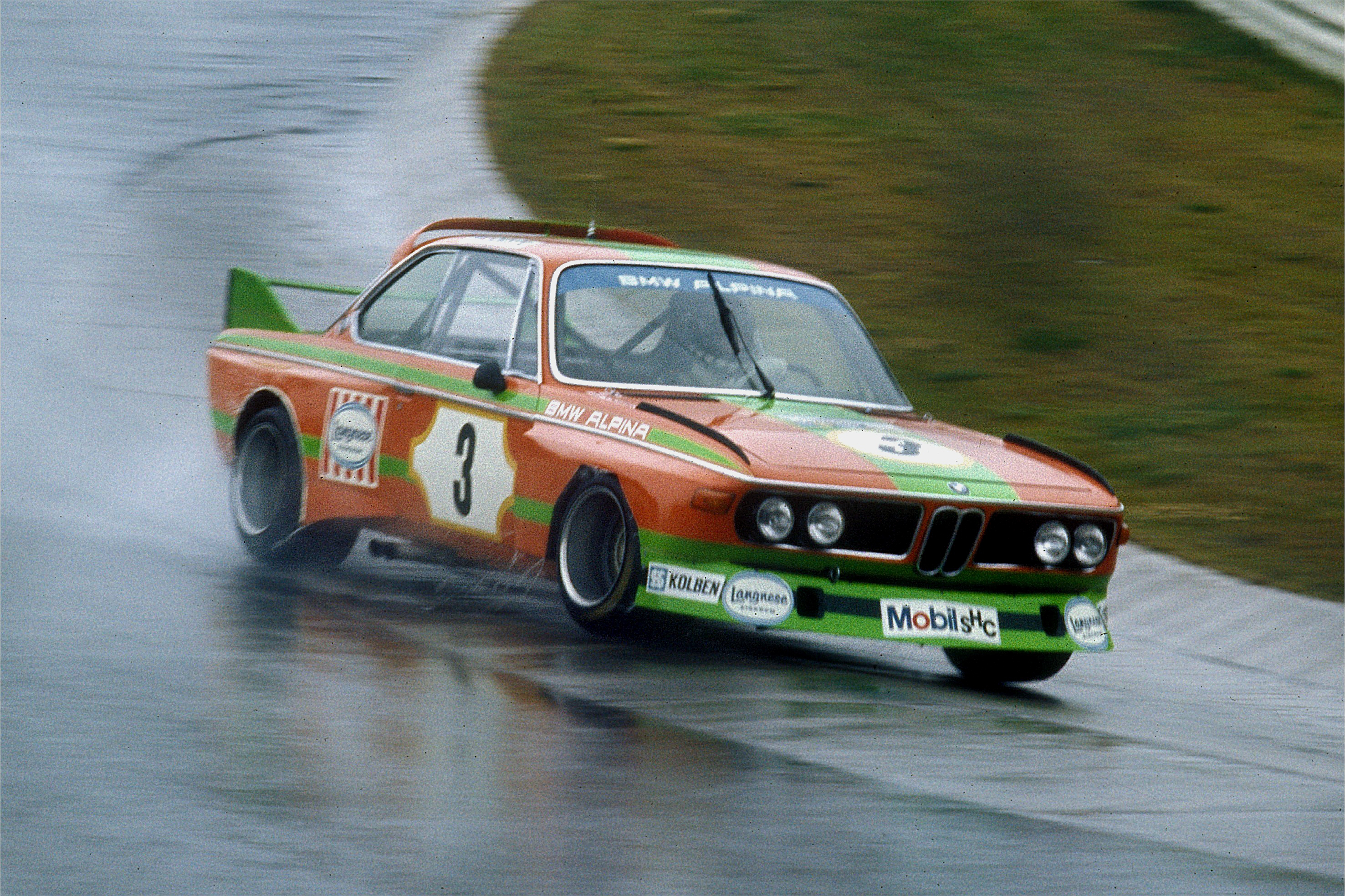
Helmuth Koinigg under ett träningspass på Nürburgring i en BMW Alpina 1974.

| Säsong | Stall/Tillverkare                            | Poäng | Placering |
| ------ | -------------------------------------------- | ----- | --------- |
| 1974   | Scuderia Finotto (Brabham-Ford) Surtees-Ford | 0     | –         |